# Armada de la República Argentina
Armada de la República Argentina (bogstaveligt den Argentinske Republiks Flåde, forkortes ARA) er den argentinske flåde. Forkortelsen indgår også som forstavelse i argentinske flådefartøjers navne; eksempelvis ARA General Belgrano.
ARA har til stadighed isbrydere udstationeret ved Antarktis.

## Organisation
- COmando de la Flota de Mar, COFM — overfladefartøjer.
- COmando de Fuerza de Submarinos, COFS — ubåde.
- COmando de Aviación Naval, COAN — flyvetjeneste.
- Infantería de Marina de la Armada de la República Argentina, IMARA — marineinfanteri.

## Den beskidte krig
Lederen af ESMA (Escuela de Mecánica de la Armada) i Buenos Aires; Admiral Edgardo Otero, omdannede skolen til en central for henrettelse og tortur af over 5.000 modstandere af juntaen fra 1976-1983. L-188 Electra fra COAN nedkastede levende og døde systemkritikere langt ude i Sydatlanten.

## Eksterne kilder
- Official website (spansk)
- Unofficial website Arkiveret 24. juni 2018 hos  Wayback Machine (spansk)
- Organization and equipment (spansk)
- World Navies (engelsk)